# Taverna

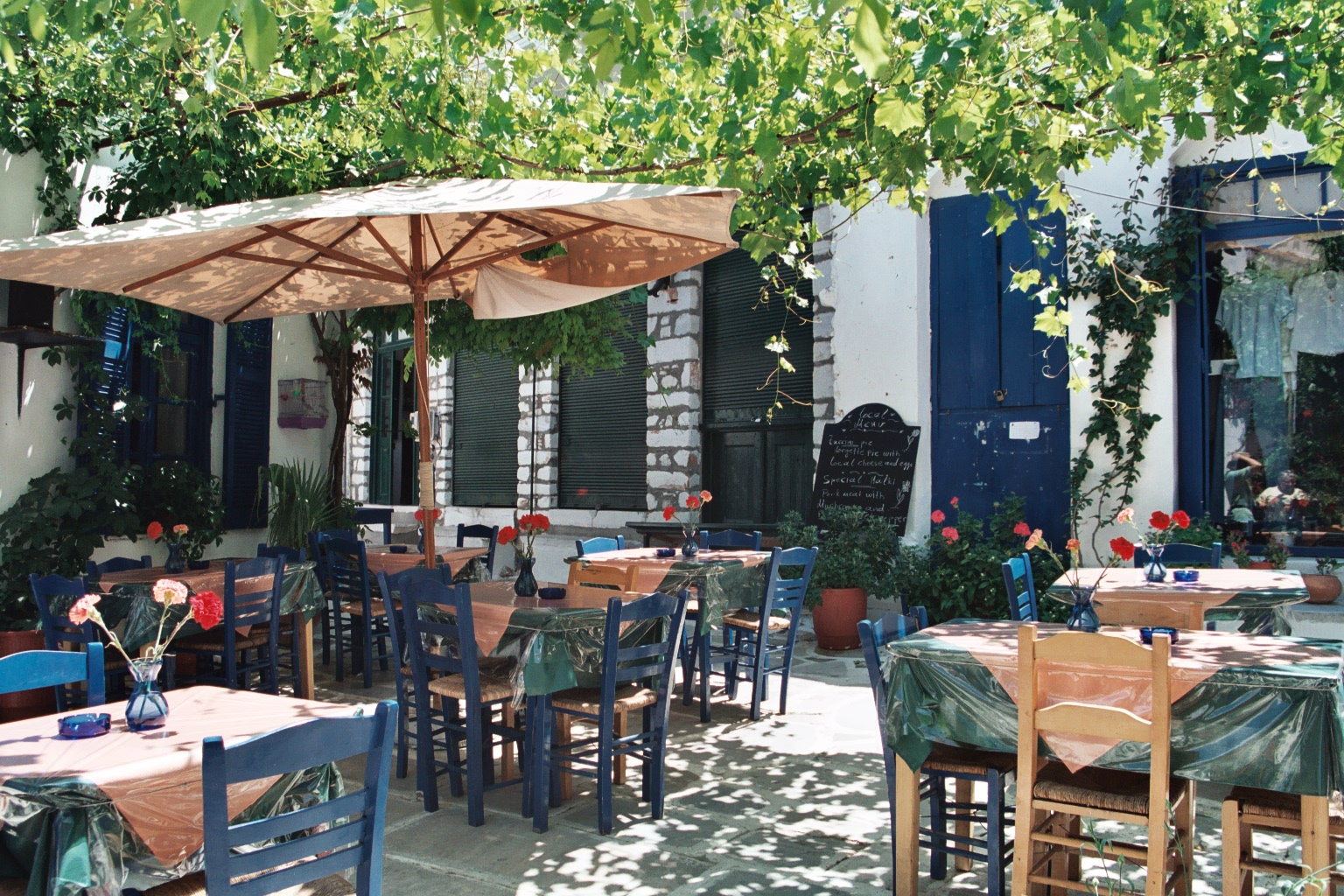
Una taverna en Naxos.

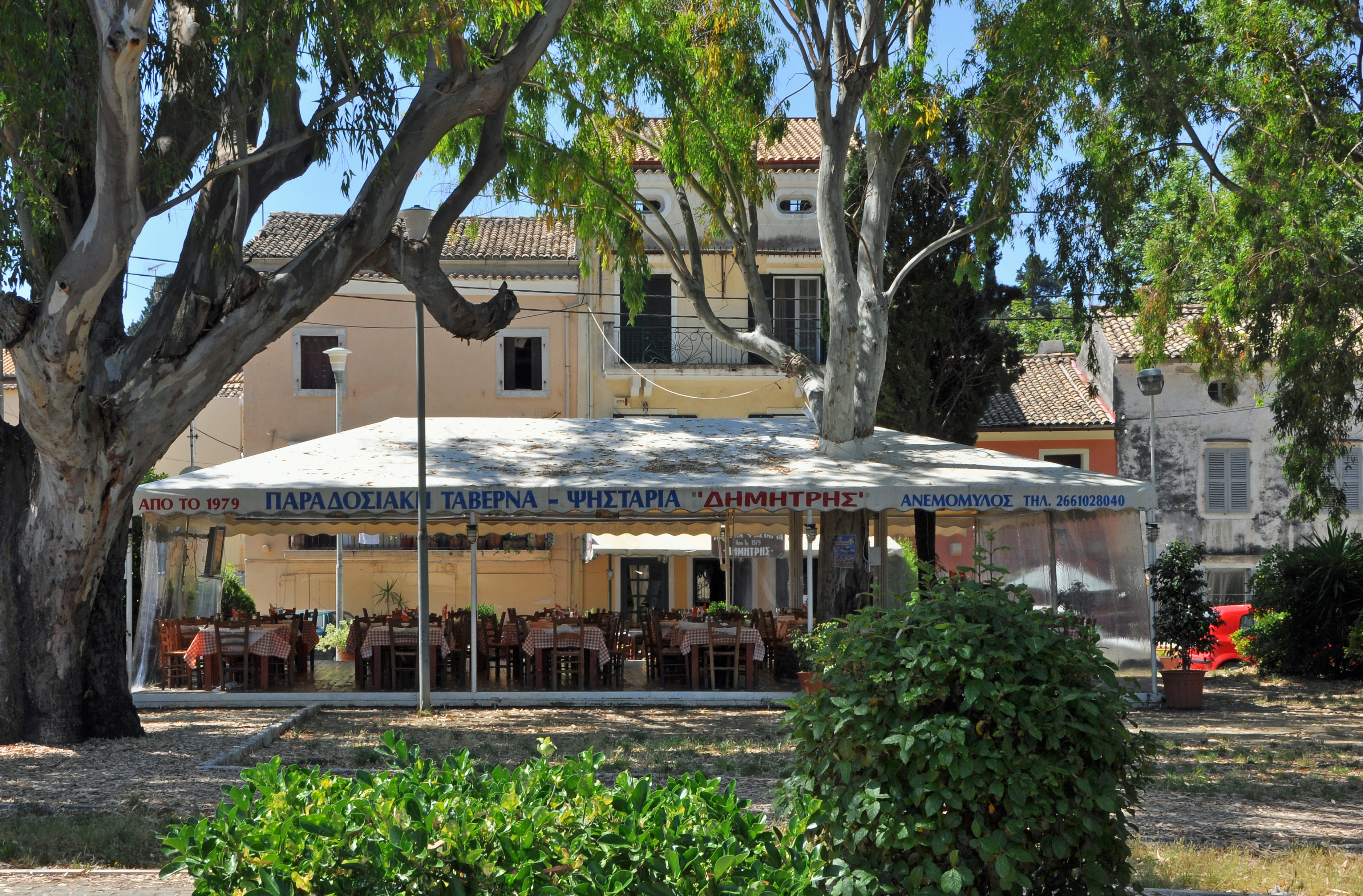
Una taverna en Corfú.

Taverna (en griego ταβέρνα, del latín taberna, y éste de tabula, ‘mesa’) es un pequeño restaurante que sirve cocina griega. Es frecuente que en las tavernes se encuentre música griega tradicional, a menudo en vivo, como el rebético, y además de cenar los clientes pueden participar en bailes griegos como el zeibekiko y el hasapiko.

## Cocina
Un menú típico de una taverna suele incluir muchos de los siguientes elementos o todos ellos:
- Pan, normalmente de hogaza, a veces de pita;
- Ensaladas, como la griega;
- Aperitivos o entrantes como el tzatziki (salsa de yogur, ajo y pepino para mojar), melitzanosalata (puré de berenjena), tirokafteri (queso feta batido, con guindilla y aceite de oliva), spanakopita (pastel salado de espinaca y queso) y dolmades o dolmadakia (arroz mezclado con hierbas y a veces piñones envueltos en hoja de parra tierna);
- Sopas como la fasolada (de judía);
- Pasta, como el espagueti napolitano y el pastitsio, capas de pasta gruesa y carne picada al horno cubiertas con una bechamel espesa;
- Platos de pescado y marisco, como pescado fresco al horno, bacalao en salazón frito servido con skordalia (salsa de ajo), calamar y pulpito;
- Platos al horno (magirefta), como una amplia variedad de recetas con verdura de temporada, y musaca (berenjena, carne picada y bechamel);
- Platos a la parrilla, como el souvlaki;
- Vino, incluyendo retsina, mavrodafni y otros tintos y blancos griegos;
- Cerveza;
- Licores como el ouzo, tsipouro y Metaxa;
- Fruta.

## Funcionamiento
Las tavernes suelen abrir a mediodía, empezando la hora de la cena sobre las 20:30 y siendo la hora punta las 22:00. A medida que el turismo ha crecido en Grecia muchas tavernes han intentado complacer a los turistas con menús ingleses, empleando muchas de ellas reclamos para extranjeros. Además, las tavernes de zonas turísticas pagan comisiones a los guías que les proporcionan clientes.